# Уайтсайд, Керр
Керр Д. Уайтсайд (англ. Kerr D. Whiteside; 1887 — дата смерти неизвестна) — шотландский футболист, защитник.
Выступал за шотландский клуб «Эрвин Виктория». В мае 1907 года перешёл в английский клуб «Манчестер Юнайтед». Свой единственный матч в основном составе «Юнайтед» провёл 18 января 1908 года, это была игра чемпионата против «Шеффилд Юнайтед». По итогам того сезона команда завоевала первый в своей истории чемпионский титул, однако больше Уайтсайд в матчах первой команды не появлялся. Летом 1910 года он покинул «Юнайтед», перейдя в клуб «Херст».